# Dirk Böttcher
Dirk Böttcher (* 13. Oktober 1921 in Hannover; † 23. Januar 2011) war ein deutscher Buchdruckermeister, Autor und langjähriger Vorsitzender des Vereins der Freunde des Historischen Museums Hannover am Hohen Ufer.

## Leben

### Familie
Dirk Böttcher war der Urenkel von Christian Ludewig Küster (* 23. November 1823 in Salzderhelden; † 19. Mai 1871 in Hannover), Kaufmann und Liqueurfabrikant, der am 9. Oktober 1853 in Hainholz Sophie Elisabeth Grosse (* in Uelzen; † 2. August 1893) heiratete, die Tochter des Tischleramtsmeisters. Ihr einziges Kind war Carl Conrad Christoph Küster (* 31. Oktober 1854 in Hannover; † 1913, 1886 Gründer der zeitweilig zwischen 50 und 70 Mitarbeiter beschäftigenden Carl Küster Druckerei). Dieser heiratete am 20. November 1895 Millicent Anna Louise Büsch, Tochter des Hofjuweliers Friedrich Carl Büsch und von dessen Ehefrau Caroline Charlotte Auguste Louise Bertha Steinbeißer (* 7. März 1842 in Herzberg). Deren beiden Töchter waren Elisabeth Carola Büsch (* 29. Februar 1900) und die ältere Hildegard Bertha Mathilde Helene Büsch (* 12. Juli 1896), die Mutter von Dirk Böttcher.
Die 1915 auf dem Stadtfriedhof Engesohde am Familiengrab aufgestellte Marmorfigur wurde von dem Bildhauer Roland Engelhard angefertigt und soll die Gesichtszüge von Millicent Anna Louise Büsch und die Hände von Elisabeth Carola Büsch tragen.

### Werdegang
Dirk Böttcher wurde in der Baringstraße 7 geboren, dem Wohn- und Geschäftshaus der in der Nacht vom 9. auf den 10. Oktober 1943 dort zerstörten und gleich nach dem Zweiten Weltkrieg in der Dieterichstraße 35 A neu eröffneten Buchdruckerei Carl Küster.
Sein Abitur machte er auf dem Kaiser-Wilhelm- und Ratsgymnasium Hannover und wurde bis 1945 von der Wehrmacht eingezogen. 1948 wurde er Buchdrucker-Lehrmeister und erhielt das Betriebsleiter-Diplom der Meisterschule für Deutschlands Buchdrucker in München. Bis 1964 war Böttcher Tiefdruckereileiter in Sao Paulo (Brasilien).
Der Druckerei-Teilhaber war Vorsitzender des Vereins der Freunde des Historischen Museums Hannover. Er wurde 2011 in dem Grab der Familie auf dem Friedhof Engesohde in Hannover beigesetzt.

## Schriften (unvollständig)
Dirk Böttcher ist Co-Autor folgender Werke:
- Klaus Mlynek, Waldemar R. Röhrbein (Hrsg.): Stadtlexikon Hannover. Von den Anfängen bis in die Gegenwart. Schlütersche Verlagsgesellschaft, Hannover 2009, ISBN 978-3-89993-662-9.
- Dirk Böttcher, Klaus Mlynek, Waldemar R. Röhrbein, Hugo Thielen (Hrsg.): Hannoversches Biographisches Lexikon. Von den Anfängen bis in die Gegenwart. Schlütersche Verlagsgesellschaft, Hannover 2002, ISBN 3-87706-706-9.
- Helmut Knocke, Hugo Thielen (Autoren), Dirk Böttcher, Klaus Mlynek (Hrsg.): Hannover. Kunst- und Kulturlexikon. Handbuch und Stadtführer. Schäfer, Hannover 1994, ISBN 3-88746-313-7.
- Helmut Knocke, Hugo Thielen (Autoren), Dirk Böttcher, Klaus Mlynek (Hrsg.): Hannover. Kunst- und Kulturlexikon. Handbuch und Stadtführer. 4., aktualisierte und erweiterte Auflage. Neuausgabe. zu Klampen, Springe 2007, ISBN 978-3-934920-53-8.

Darüber hinaus veröffentlichte er:
- Eine Druckerei im Wandel. Meine kleine Berufsgeschichte vornehmlich in der Carl-Küster-Druckerei von 1886. In: Hannoversche Geschichtsblätter, Neue Folge 54, 2000, S. 97–114.